# Fusell d'assalt

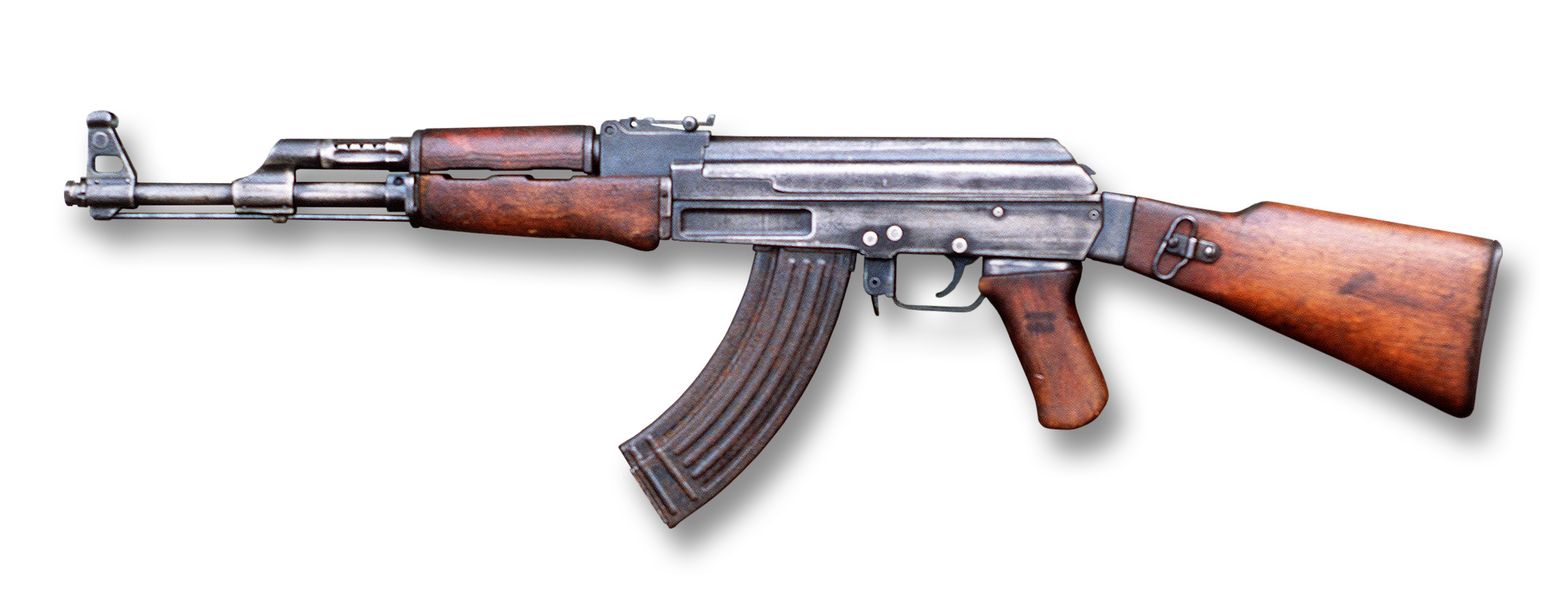
L'AK-47 soviètic va entrar en servei el 1949. Fa servir cartutxos 7,62 × 39 mm.

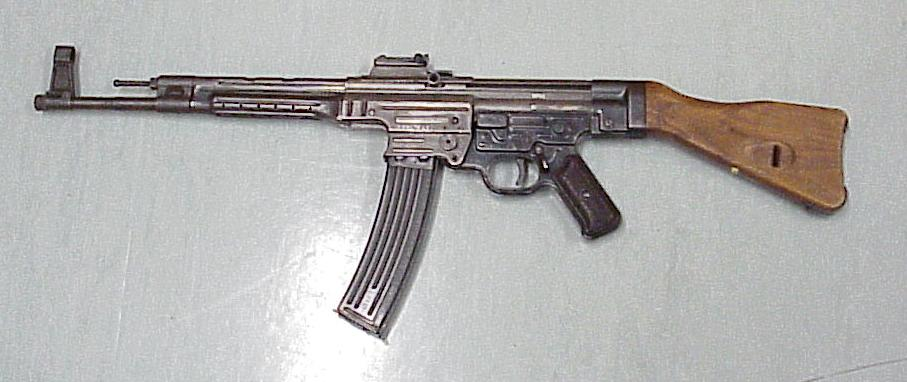
L'Sturmgewehr 44 alemany va entrar en servei el 1944. Feia servir munició 7,92 x 33 mm.

El fusell d'assalt és un fusell dissenyat per al combat amb capacitat de foc selectiu (capaç de disparar en mode automàtic o semiautomàtic). Els fusells d'assalt són l'arma d'infanteria estàndard en la majoria dels exèrcits moderns, i han reemplaçat gairebé completament els fusells tradicionals, més grans i potents, com el rifle M14 nord-americà, el FN FAL belga i el Heckler & Koch G3 alemany. Com a exemples de fusells d'assalt hi ha el fusell M16 i la carrabina M4 nord-americans, l'AK-47 soviètic, el G36 alemany, el Steyr AUG austríac, el FAMAS francès, o el CETME espanyol.

## Origen del terme

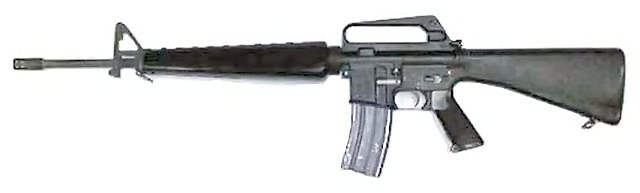
Un M16A31

El terme fusell d'assalt generalment s'atribueix a Adolf Hitler, qui va fer servir la paraula alemanya Sturmgewehr (que es tradueix com a "rifle d'assalt"") com el nou nom de la MP 43 (Maschinenpistole), posteriorment conegut com l'Sturmgewehr 44. La propaganda aliada va suggerir que el nom va ser elegit amb fins propagandístics, però l'objectiu principal era diferenciar la Sturmgewehr de les metralladores alemanyes com la MP 40.
S'ha suggerit, però, que la Heereswaffenamt va ser la responsable del nom Sturmgewehr, i Hitler no va tenir cap aportació a més de signar l'ordre de producció. A més, Hitler inicialment es va oposar a la idea d'un nou rifle d'infanteria, ja que Alemanya no tenia la capacitat industrial per reemplaçar els 12 milions de rifles Karabiner 98k que ja estaven en servei, i només en va canviar d'opinió una vegada que el va veure de primera mà.
El StG 44 generalment es considera el primer rifle militar de foc selectiu en popularitzar el concepte de rifle d'assalt. Avui en dia, el terme "fusell d'assalt" s'utilitza per definir les armes de foc que comparteixen les mateixes característiques bàsiques que el StG 44.

## Història
Des de començaments del segle xx es va experimentar amb munició intermèdia i dissenys de fusells semiautomàtics o automàtics com a mitjans per augmentar la potència de foc de l'infant. Entre ells, es destacarien:
- Fusell Mondragón, El primer fusell semiautomàtic i automàtic de la història dissenyat en 1884, és el primer a ser emprat en un exèrcit des de 1901 per l'Exèrcit Mexicà, va ser emprat en la Primera Guerra Mundial per l'Imperi Alemany, Imperi Austrohongarès, Imperi del Japó, República de Weimar, després en la Segona Guerra Mundial a França de Vichy, República espanyola, Unió Soviètica, Filipines també va ser usat per països com Corea del Sud, Xina, Brasil, República de la Xina i Xile.
- Winchester Model M1907, en calibre 9x35SR. Precursor directe en concepte de la Carabina M1, va ser emprat pels francesos en la Primera Guerra Mundial com a eficaç arma de trinxera.
- Avtomat Fiódorova.[16] Adoptat el 1916, és el primer fusell d'assalt operatiu adoptat oficialment. Per la pressa de la guerra, es va emprar en calibre 6,5x50 arisaka en lloc del 6,5 mm Fiódorov previst pel seu creador. La derrota russa i la Revolució d'Octubre van impedir l'adopció definitiva d'aquest model tan avançat al seu temps.
- Ribeyrolles M1918. D'una concepció similar al Winchester Model M1907, el més destacat d'aquesta arma és la seva munició 8 x 35mm, d'una concepció molt propera a allò que acabaria sent la munició intermèdia adoptada tres dècades més tard per alemanys o russos.

Altres models suïssos, danesos, alemanys i italians van xocar fins a la Segona Guerra Mundial amb diferents obstacles que van impedir la seva adopció. Entre ells, podríem citar:
- El desig de mantenir una munició comuna amb la metralladora de secció.
- La intenció de mantenir un abast equivalent al de la metralladora de secció. De fet, era la supervivència d'un concepte previ de descàrrega concentrada de fuselleria, ja extint per la maduració de les metralladores. Al final de la 1a G.M. ja se sabia que l'infant, fent servir un fusell de mires obertes, tenia un abast efectiu de 400 metres per a foc apuntat.
- La prevenció al fet que els infants fessin un ús excessiu de munició, "abusant" de l'ús de foc automàtic. Aquesta objecció se solucionaria amb la millora de la cadena logística dels exèrcits que van adoptar el fusell d'assalt, guanyant a canvi els beneficis d'un volum més gran de foc i de munició implicada per l'infant (passant dels 70 trets a la 2a G.M. a 180-240 a la dècada dels 70).

Amb tot, la munició intermèdia presentava avantatges teòrics tan importants que els experiments es van seguir succeint fins a la ràpida successió de generacions d'armes que portarien al Sturmgewehr 44.

### Sturmgewehr 44, el primer fusell d'assalt operatiu
Els alemanys van ser els primers a ser pioners en el concepte de fusell d'assalt durant la Segona Guerra Mundial, segons una investigació que va mostrar que la majoria dels tirotejos ocorren dins dels 400 m i que els rifles contemporanis van ser superats per a la majoria dels combats amb armes petites. Aviat desenvolupen un fusell de potència intermèdia de foc selecte que combinava la potència de foc d'una metralladora amb l'abast i la precisió d'un rifle.
El terme fusell d'assalt és una traducció de la paraula alemanya Sturmgewehr (literalment "fusell d'assalt",), terme que va ser encunyat per Adolf Hitler per referir-se a l'arma primer coneguda com a Maschinenpistole 43 (Mp 43), que va ser rebatejada com Sturmgewehr 44 (StG 44) generalment considerada com el primer fusell d'assalt a entrar en servei, que va servir per popularitzar el concepte. La traducció del nom d'aquest primer fusell d'assalt va servir per definir la classe d'armes que vindrien després d'aquesta amb característiques semblants. En una definició estricta, perquè una arma sigui considerada un fusell d'assalt ha de tenir les característiques següents.
1. Una arma individual de la mida d'una carabina que es dispara des de l'espatlla.
2. Capaç de fer foc selectiu (automàtic o semiautomàtic).
3. Cartutx de potència intermèdia, entre un de pistola i un de fusell tradicional.
4. La munició és subministrada per un carregador separable d'alta capacitat. 30 trets és la càrrega més habitual ja des d'aquella època
5. Que sigui fabricat mitjançant estampat i altres mitjans econòmics de fabricació en massa.

El disseny va reunir elements de tots els precedents anteriors (munició, configuració, mètode de fabricació) en un model de molt elevada disponibilitat. Un dels elements més nous va ser incorporar un disseny de retrocés lineal cap a l'espatlla, que reduïa els efectes de la reculada a canvi d'haver d'elevar els dos pals de la mira. Igualment, la longitud total i del canó eren sensiblement més curtes que els fusells als quals substituïa, encara que més llarg que els subfusells de l'època. Com a defecte, millorat en els dissenys següents, es pot citar l'excessiva altura del carregador, que provocava un efecte "monòpode", que elevava l'alçada de l'arma al tir cos a terra més enllà del desitjable.
El 1945 s'havia planejat la substitució de l'StG-44 pel Sturmgewehr 45. Aquest model, encara que feia servir els mateixos carregadors, tenia un sistema operatiu completament diferent. En lloc de l'ús de pistó i tancament basculant, l'StG-45 feia servir un sistema de retrocés retardat per rodets que, unit a altres particularitats de disseny, abaratia els costos de producció i permetia una producció més ràpida.
Si bé aquest disseny no fructificaria immediatament, acabaria desenvolupant-se als fusells CETME C, CETME L, H&K G3, H&K G33 i, pel que fa al seu sistema operatiu, una variant del mateix s'empraria al FA-MAS

## Característiques
El fusell d'assalt està a mig camí entre els subfusells, que disparen en general munició de pistola per a assalt a poca distància, i els fusells metralladors i metralladores lleugeres, que són menys versàtils. Per tal de categoritzar una arma de foc com a fusell d'assalt ha de tenir aquestes característiques:
1. Ser una arma individual de la grandària d'una carrabina, que es dispara recolzant-la a l'espatlla.
2. Ser capaç de fer foc selectiu; automàtic o semiautomàtic.
3. Utilitzar cartutxos de potència mitjana, entre els de pistola i els de fusell tradicional.
4. Tenir carregadors de gran capacitat i separables.

Els dos models més estesos de fusell d'assalt són l'AK-47 i l'M16. Els fusells automàtics com ara l'AR-15 i els fusells amb carregador limitat (de 5 a 8 bales, normalment versions civils dels fusells d'assalt), no són considerats fusells d'assalt per la seva incapacitat de fer foc selectiu.

## Elements
Les següents característiques són comunament trobades en els fusells d'assalt, encara que no siguin compartides per tots els dissenys, però no són exclusives d'aquests, podent trobar-se també a subfusells, fusells de combat, metralladores i fusells semiautomàtics.
- Pistolet.
- Dispositius per a la boca del canó, com frens de boca o entrepans apagaflames.
- Guardamans
- Presa de gasos (pistó / tub)
- Canó
- Calaix de mecanismes
- Tancament
- Tornada del carregador
- Guardamont
- Finestra d'expulsió
- Culata

## Galeria
- M16A2
- AK-47
- INSAS
- FN SCAR
- Steyr AUG
- FAMAS
- Fusell SG 543-1
- SA80
- IMI Galil
- IMI Tavor
- REC7
- Fusell R4
- FN F2000
- VHS (fusell d'assalt)
- SIG SG 540
- Heckler & Koch HK416
- Beretta ARX-160
- IMBEL IA2
- Ak 5
- QBZ-95
- Heckler & Koch G36